# Kantoubek
Kantoubek (russe : Кантубек) était une ville de l'île de Vozrojdénia (Ouzbékistan) en mer d'Aral. La ville se trouve encore sur certaines cartes, mais est inhabitée. Elle est en ruine aujourd'hui.

## Histoire
Kantoubek avait une population d'environ 1 500 habitants. L'ancien gouvernement d'Union soviétique y testait des armes biologiques. Dans les années 1930, des expériences y ont été faites sur des singes à partir de 1936 puis les installations sont mises en sommeil avant de rouvrir en 1948 et de fermer définitivement en 1992.
En 1988, ce site reçoit les stocks de bacille de charbon produit par les laboratoires de Sverdlovsk dans le cadre du programme Biopreparat.
Brian Hayes, un ingénieur biochimique travaillant pour la Defense Threat Reduction Agency (« Agence de réduction des menaces de défense ») du département de la Défense des États-Unis, a mené une expédition au printemps-été 2002 pour neutraliser ce qui est probablement la plus grande réserve de bacille du charbon au monde. Son équipe, composée de 113 personnes, a neutralisé dans les 100 à 300 tonnes de bacille du charbon en trois mois. Le coût de l'opération VIPDO (Voz Island Pathogenic Destruction Operation) a été d'environ 4 à 5 millions de dollars américains.

## Géographie
La ville comprend deux parties : la première, le laboratoire, est au sud, tandis que la seconde, au nord-est, était le lieu d'approvisionnement.

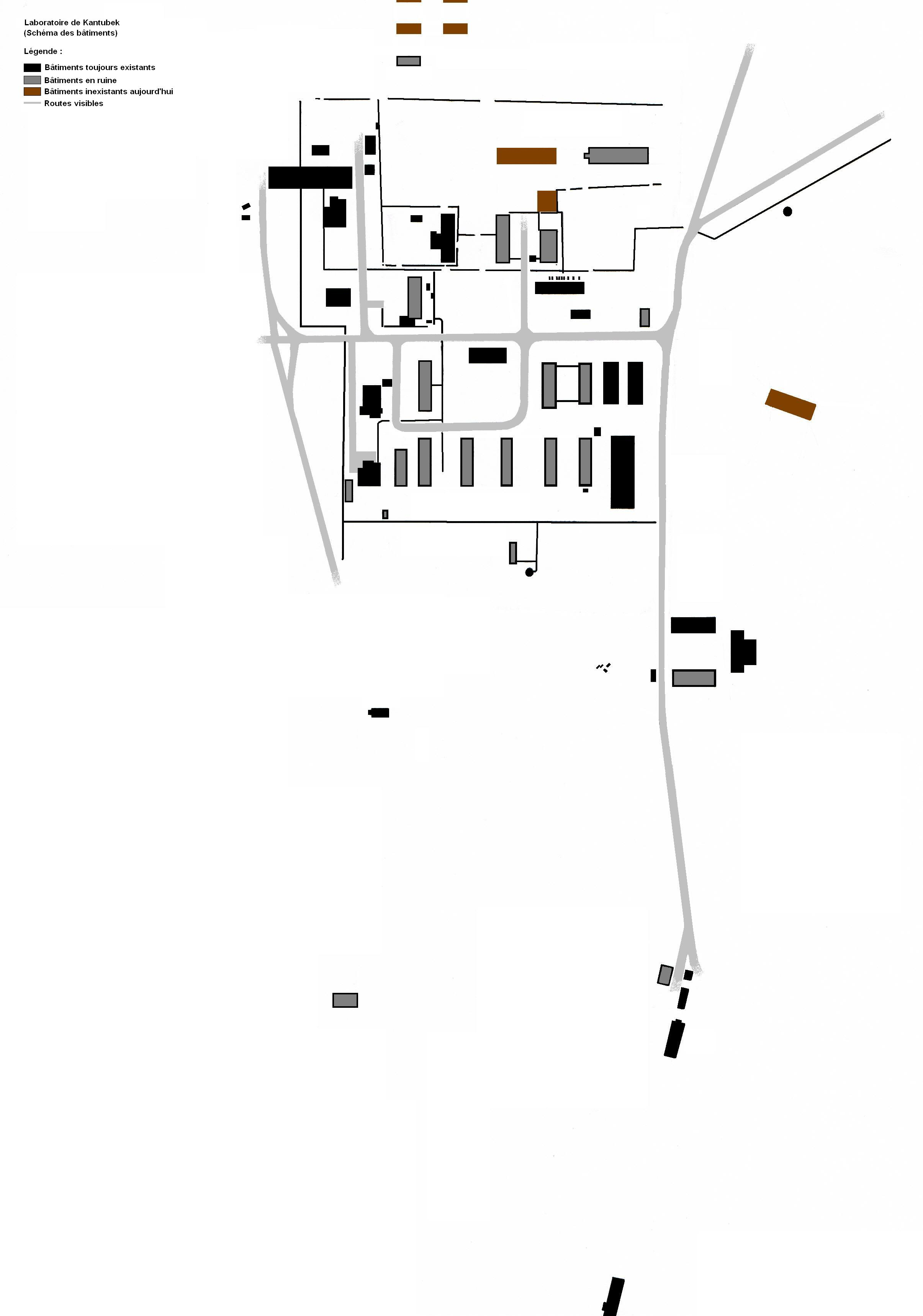
Laboratoire de Kantoubek.
En gris clair : les routes
En noir (carré noir) : les bâtiments toujours présents
En gris foncé (dans un carré noir) : les bâtiments en ruines
En marron : les bâtiments qui ne sont plus présents (du moins certains)

## Démographie
La population s'est autrefois élevée à 1 500 habitants, mais la ville est aujourd'hui inhabitée.

## Transports
La ville est traversée par de multiples routes non goudronnées.
Au nord-ouest se trouve l'ancien aéroport de Kantoubek. Il se trouve à 45° 09′ 29,18″ N, 59° 17′ 46,77″ E. 
Plus au sud de l'aéroport principal se trouve une autre piste d'atterrissage, elle aussi inutilisée.

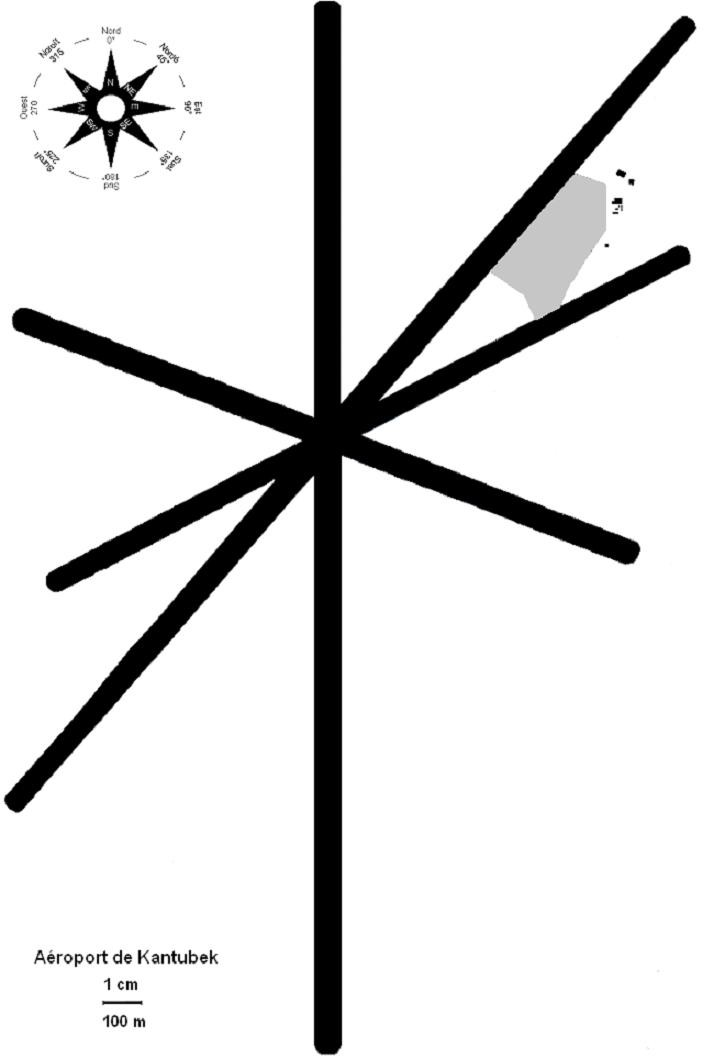
Schéma de l'ancien aéroport.

## Sources

## Compléments